# IJsland op het Eurovisiesongfestival
IJsland doet sinds 1986 mee aan het Eurovisiesongfestival.

## Geschiedenis

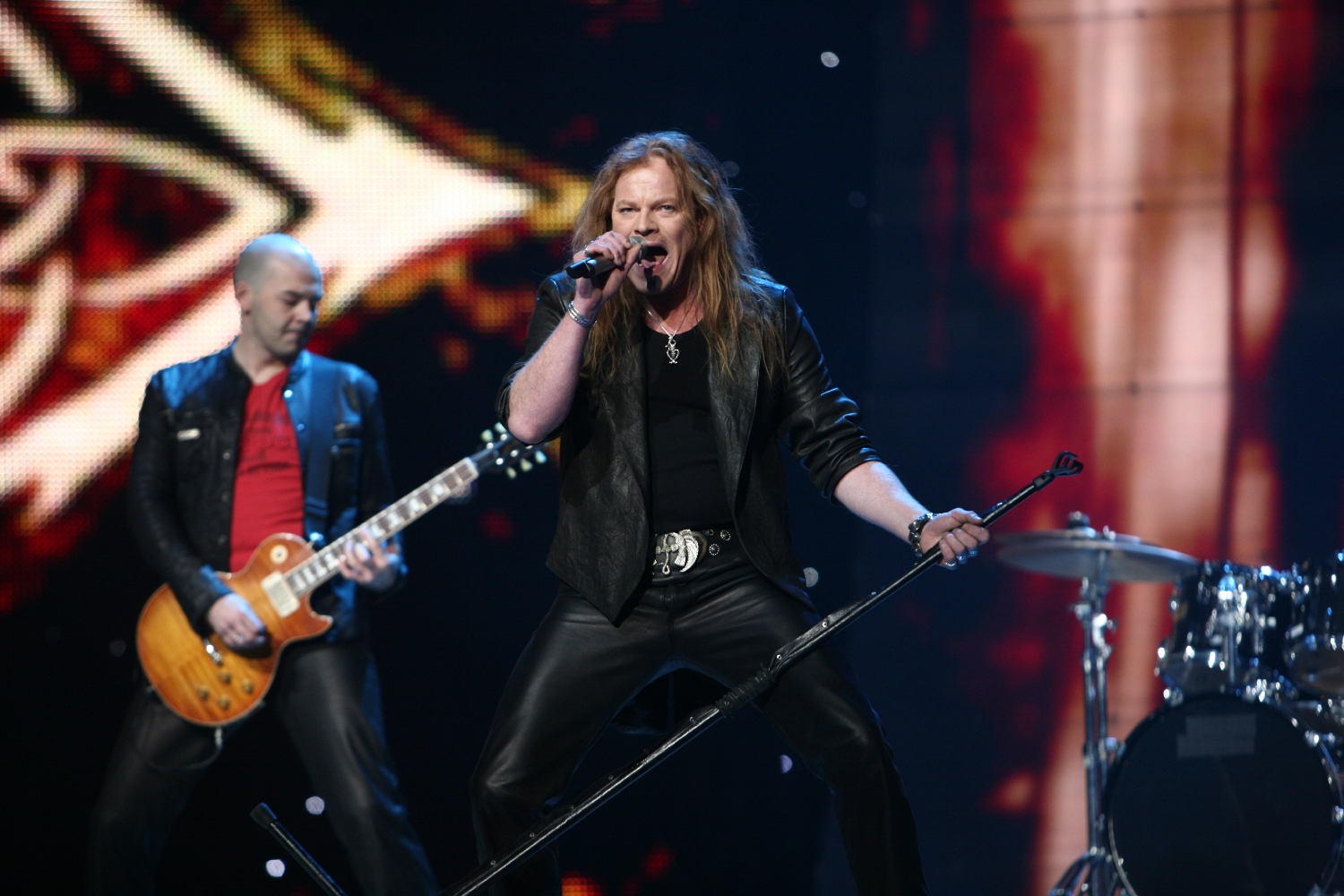
Eiríkur Hauksson in Helsinki (2007)

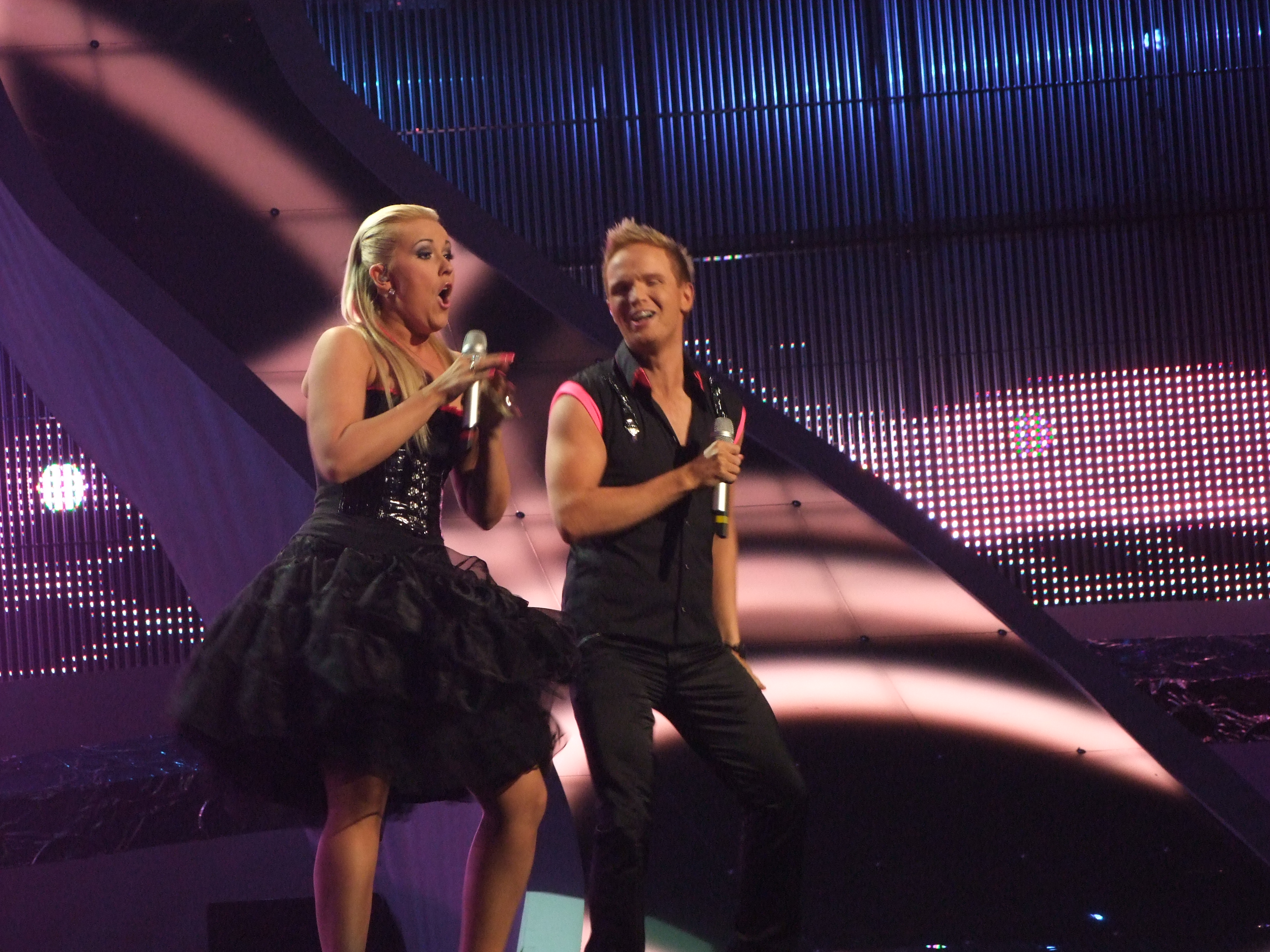
Euroband in Belgrado (2008)

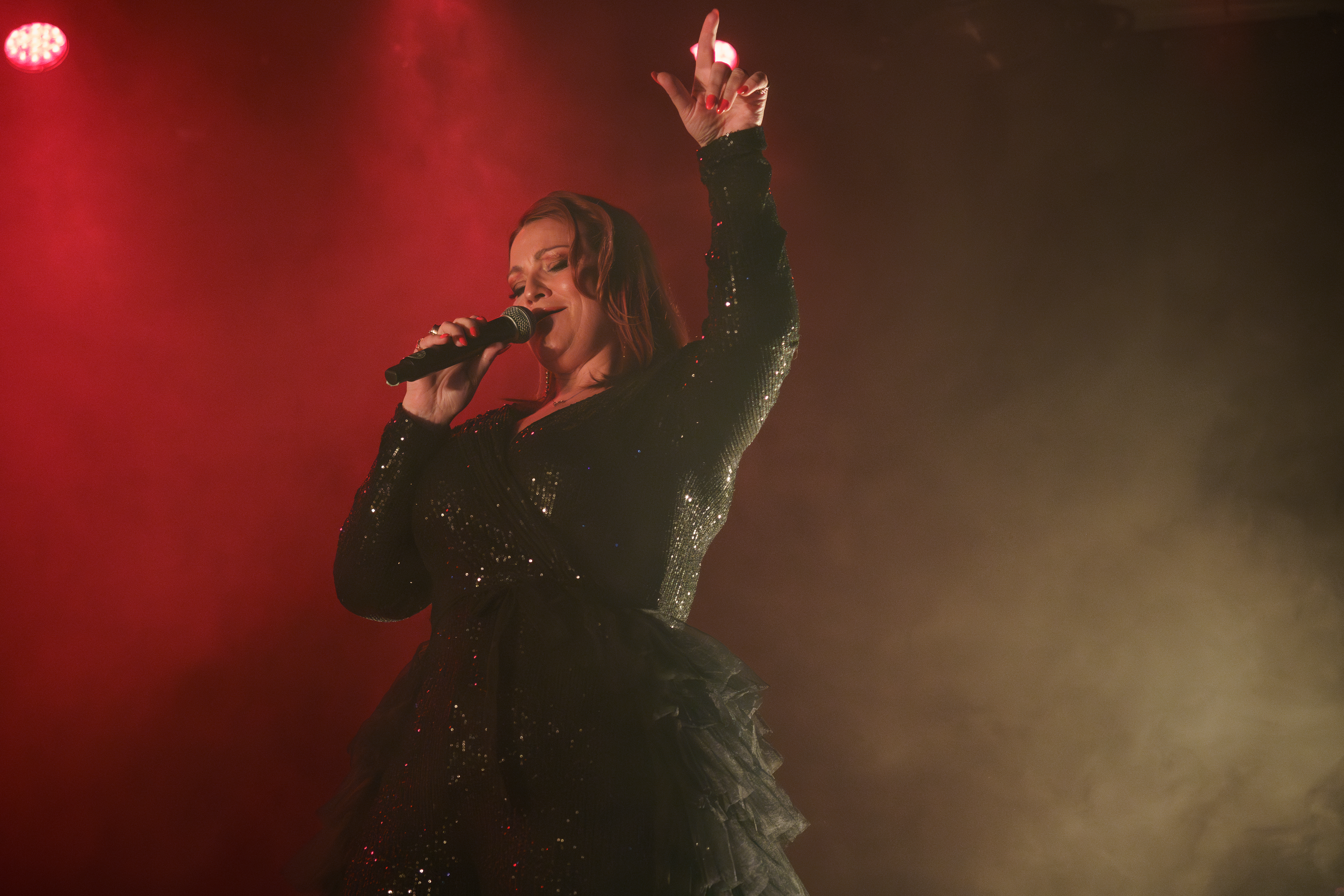
Hera Björk in Oslo (2010)

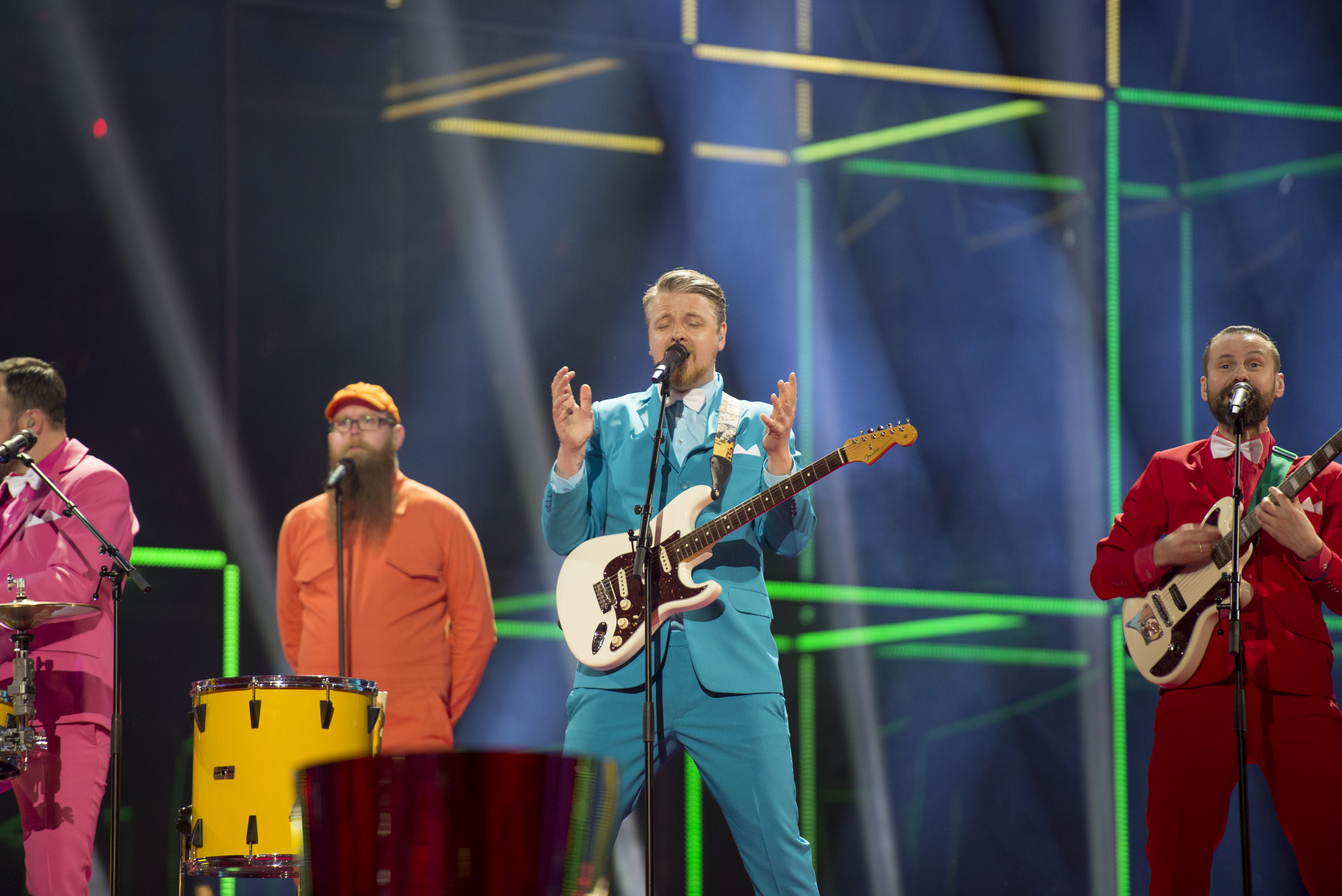
Pollapönk in Kopenhagen (2014)

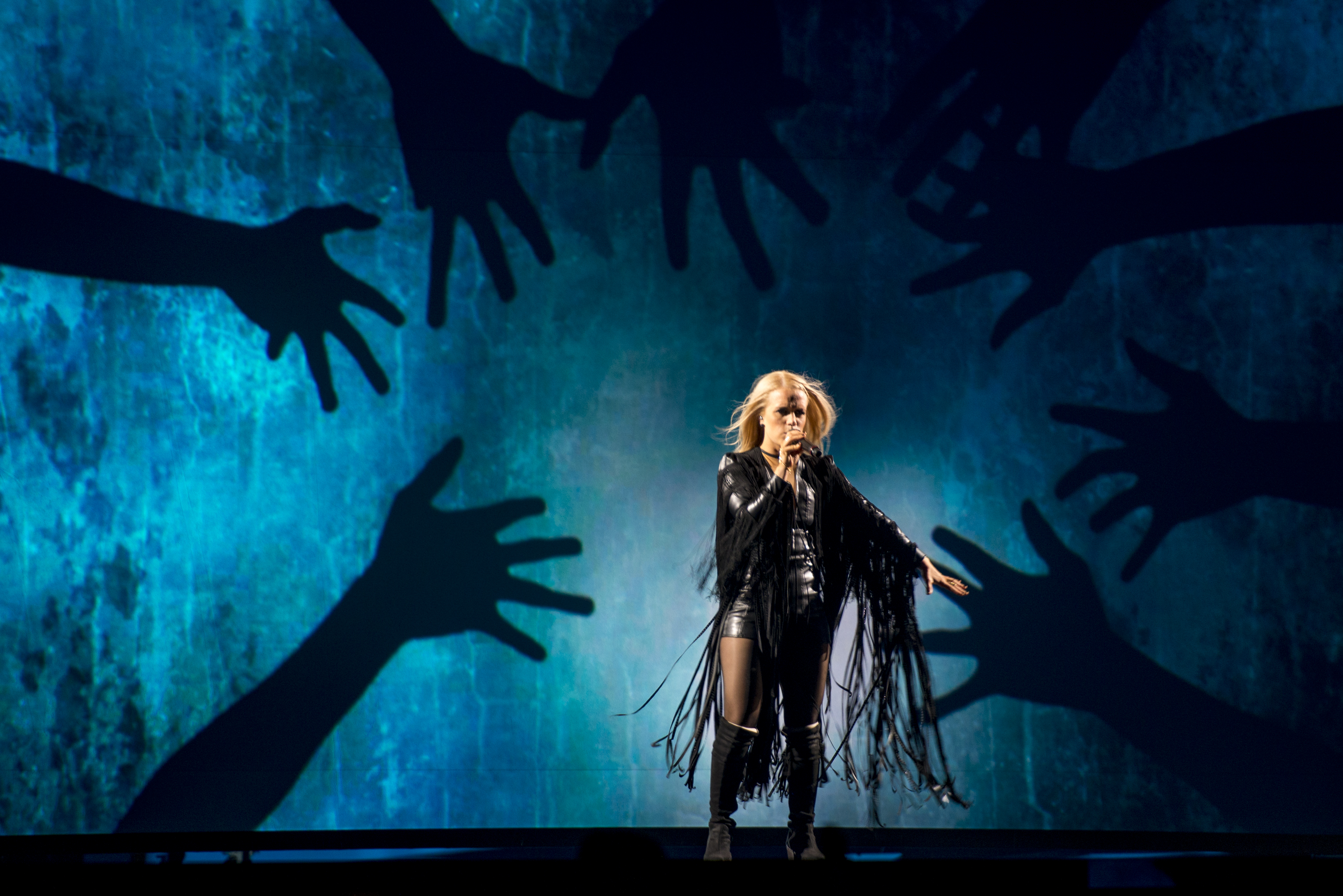
Gréta Salóme in Stockholm (2016)

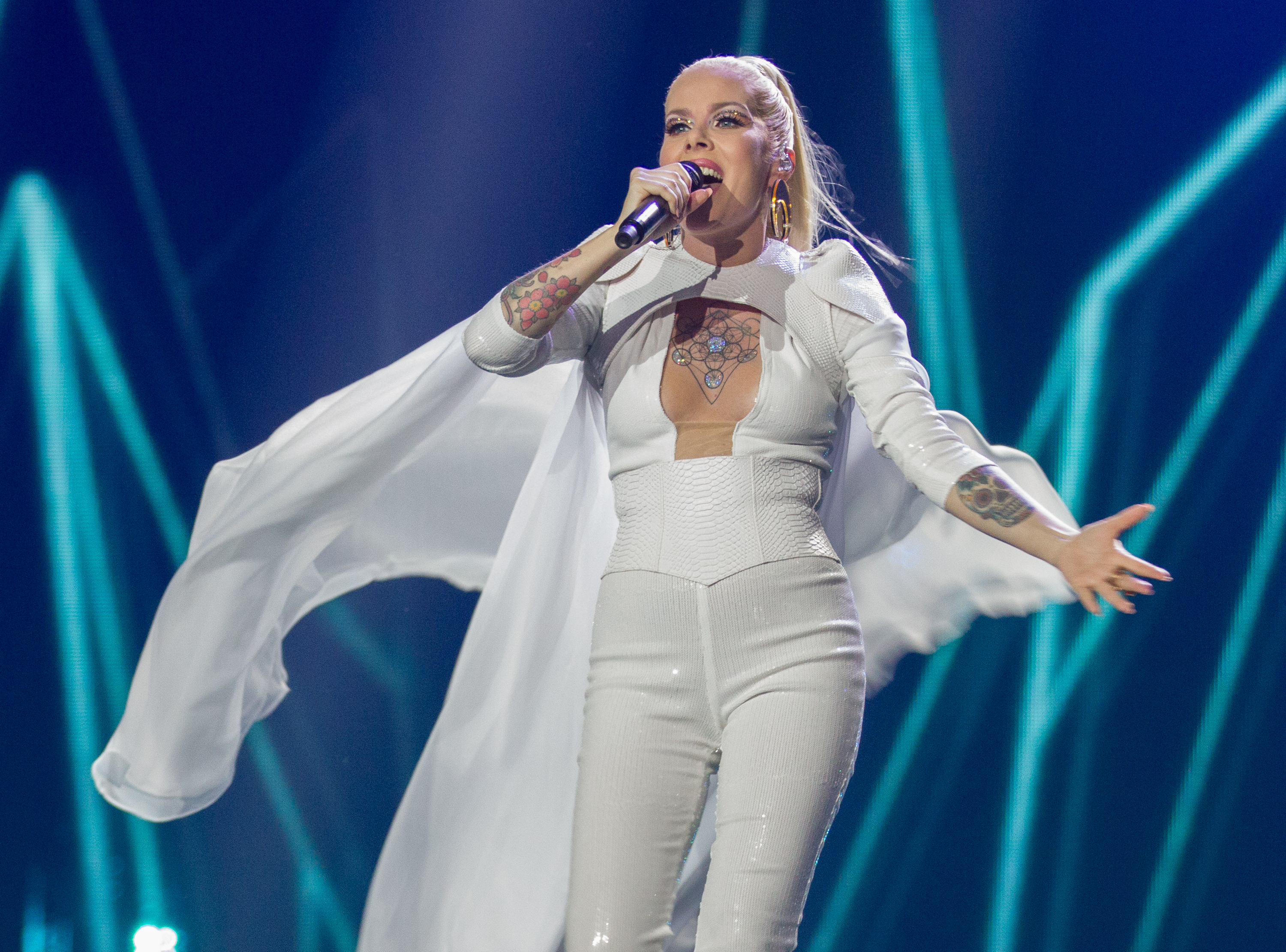
Svala in Kiev (2017)

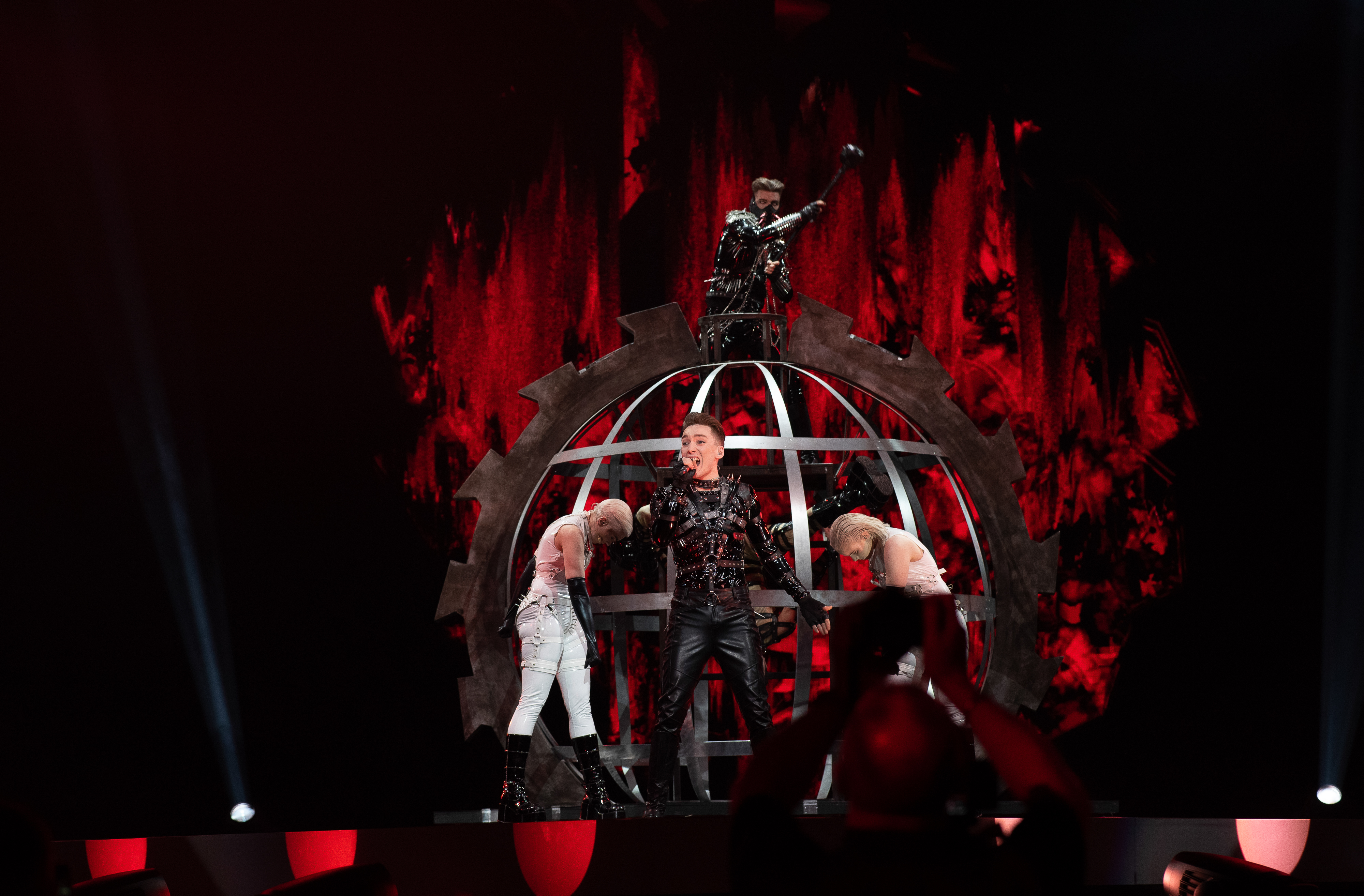
Hatari in Tel Aviv (2019)

### De eerste jaren
Het debuut van IJsland op het songfestival kwam relatief laat. Pas in 1986 deed het land voor het eerst mee, terwijl Scandinavische landen als Noorwegen, Zweden en Denemarken op dat moment al meer dan 25 jaar op het spektakel aanwezig waren. Naar eigen zeggen kon IJsland niet eerder deelnemen, omdat het vóór 1986 nog niet over de nodige know-how beschikte om het festival als gevolg van een mogelijke zege te kunnen organiseren.
Zanger Pálmi Gunnarsson won in 1986 met zijn lied Gleðibankinn de allereerste nationale voorronde, getiteld Söngvakeppnin. Hij verwierf daarmee de eer om als eerste in de geschiedenis zijn land op het songfestival te mogen vertegenwoordigen. De IJslandse omroep besloot echter dat de zangers Eiríkur Hauksson en Helga Möller met Gunnarsson mee mochten om het optreden nog wat te versterken. Het drietal, dat in Bergen onder de naam ICY aantrad, wist Europa echter niet voldoende te boeien en eindigde met 19 punten slechts op een teleurstellende 16de plaats.
De matige start van IJsland kreeg niet direct een beter vervolg; ook in 1987 en 1988 strandde het land op de 16de plaats. Door driemaal op rij op dezelfde plek te eindigen, zette IJsland echter wel nog een bescheiden unicum neer.
De jaren tachtig werden in mineur afgesloten. Daníel Ágúst Haraldsson kreeg in 1989 geen enkel punt en zorgde ervoor dat IJsland voor het eerst in de geschiedenis op de allerlaatste plaats terechtkwam. Deze ontgoocheling deed de IJslanders het roer omgooien; in 1990 werd de groep Stjórnin, bestaande uit het duo Sigríður Beinteinsdóttir (kortweg 'Sigga') en Grétar Örvarsson, naar het songfestival gestuurd. Dit bleek een goede zet, want hun duet, Eitt lag enn, sloeg aan en eindigde uiteindelijk op de 4de plaats. Het was het eerste grote succes voor IJsland op het Eurovisiesongfestival.

### Jaren 90
In 1991 probeerden de IJslanders het succes vast te houden door wederom een duo in te sturen. Dit keer waren dat Eyjólfur Kristjánsson en Stefán Hilmarsson, die onder de naam Stefán & Eyfi meededen met de ballad Nina. De 15de plaats die in de wacht gesleept werd, was echter niet wat IJsland ervan had verwacht en in 1992 werd daarom de eerder al zo succesvolle Sigga weer van stal gehaald. Zij moest haar land als lid van de groep Heart 2 Heart, waar haar eerdere zangpartner Grétar Örvarsson overigens ook deel van uitmaakte, opnieuw succes bezorgen en deed dat ook; Het nummer Nei eða já werd 7de en kreeg 80 punten.
In de jaren die volgden bleef IJsland steevast hangen in de middenmoot. Het land kreeg ieder jaar aardig wat punten, maar een plaatsje bij de top 10 zat er niet meer in. Ook het trucje in 1994 om opnieuw Sigga in te sturen bleek niet meer te helpen. Vanaf 1995 werd de nationale voorronde afgeschaft en wees men intern een kandidaat aan, in de hoop op meer succes. Ook dit mocht niet baten; in 1998 mocht IJsland uiteindelijk een jaar niet meedoen vanwege een te laag puntengemiddelde in de jaren ervoor.

### Selma
In 1999 werd de nationale voorronde Söngvakeppnin opnieuw ingevoerd en keerden de IJslanders terug op het Eurovisiesongfestival. Zangeres Selma Björnsdóttir vertegenwoordigde haar land met het goed in het gehoor liggende All out of luck. Het was voor het eerst in de geschiedenis dat IJsland aantrad met een Engelstalig nummer, iets dat door de herinvoering van de vrije taalregel mogelijk was geworden. Vanaf het begin was duidelijk dat IJsland met Selma enorm van deze regel kon gaan profiteren; All out of luck stond in de weken voorafgaand aan het songfestival stevig bovenaan in de peilingen. Dat het Europese liedjesfestijn in 2000 naar Reykjavik zou verhuizen werd steeds waarschijnlijker, zeker toen Selma tijdens de puntentelling de leiding nam. Uiteindelijk streek de Zweedse zangeres Charlotte Nilsson echter met de eer en liep IJsland de zege toch nog mis. All out of luck werd 2de met 146 punten.
IJsland kon het goede resultaat van Selma niet evenaren. In 2000 viel het land buiten de top 10 met het door August & Telma gezongen duet Tell me, en een jaar later, in 2001, kwam het met de jongensband Two Tricky zelfs niet verder dan een met Noorwegen gedeelde laatste plaats. Mede dankzij deze matige resultaten moest IJsland in 2002 dan ook noodgedwongen thuisblijven, maar op het Eurovisiesongfestival van 2003 waren ze weer van de partij. Birgitta Haukdal reisde met de dramatische ballad Open your heart af naar Riga en wist zowaar een succesje te boeken door 8ste te worden met 81 punten. Dit betekende dat de IJslanders in 2004 rechtstreeks geplaatst waren voor de finale.
Ondanks het succes van Haukdal wees IJsland in 2004 zijn kandidaat weer intern aan. Zanger Jónsi werd uitverkoren het land te vertegenwoordigen met het nummer Heaven, maar stelde teleur met een plaats in de achterhoede. In 2005 moest IJsland daarom eerst aantreden in de halve finale. Selma Björnsdóttir werd, als verantwoordelijke voor het grootste IJslandse succes uit de songfestivalgeschiedenis tot dan toe, gevraagd om opnieuw mee te doen in de hoop op een evenaring van haar eerdere resultaat. Ze ging naar Kiev met het nummer If I had your love en werd voorafgaand aan het liedjesfestijn, net als in 1999, door velen bij de favorieten op de overwinning gerekend. Dit keer slaagde Selma er echter niet in deze rol waar te maken. De 52 punten die ze vergaarde waren niet hoog genoeg voor een plekje in de finale.

### Silvia Night
In 2006 besloot IJsland het over een totaal andere boeg te gooien. Het land liet zich in Athene vertegenwoordigen door Silvía Nótt, een excentrieke zangeres die met haar verschijning en uitlatingen al gauw voor veel ophef zou zorgen. Ten eerste was de tekst van haar lied Congratulations doorspekt met platte en provocerende uitdrukkingen. Nótt zong dat IJslanders trots zouden moeten zijn op het feit dat zij in IJsland is geboren. Ook beweerde ze in het nummer dat ze Gods favoriete persoon op aarde is en dat ze beter is dan alle andere deelnemers van dat jaar. De meeste verontwaardiging wekte Congratulations echter door het zinnetje The vote is in, I'll fucking win. Nooit eerder was er in een songfestivalliedje zulk taalgebruik gebezigd, en de Griekse organisatie van het liedjesfestijn waarschuwde de IJslandse delegatie ook dat dit in strijd was met de regels. Silvia Nótt, die zich tijdens het songfestival overigens Silvia Night noemde, trok zich hier echter niets van aan; ze vond dat ze mocht zeggen wat ze wilde en bleef er op los schelden. In Athene liep ze rond als een keizerin die op haar wenken bediend moest worden. Tijdens een persconferentie werd een journalist, die het had 'gewaagd' haar rechtstreeks in de ogen te kijken, de deur gewezen. Night zocht ruzie met een fan en deinsde er ook niet voor terug om andere deelnemers hard te schofferen, waaronder Carola uit Zweden en Treble uit Nederland. Ook technici werden uitgescholden.
In de dagen voorafgaand aan het songfestival werd bekend dat Silvia Night het alter ego was van comédienne Ágústa Eva Erlendsdóttir. Dat haar hele show een act was die met een flinke korrel zout moest worden genomen wisten velen al langer, hoewel over het algemeen de humor er niet van werd ingezien. Desondanks zorgde het optreden van Silvia Night in de halve finale voor minder controverse dan verwacht. Tijdens haar nummer werd er bijvoorbeeld niet gescholden op het podium (I'll fucking win werd I'll freaking win). Night werd tijdens en na het nummer echter wel uitgefloten en uitgejouwd door het publiek, iets dat in de geschiedenis van het songfestival nog maar zelden was voorgekomen. Uiteindelijk ging Night ook niet door naar de finale; verrassend, omdat velen dat ondanks alles wel hadden verwacht. Ze eindigde als 13de met 62 punten. Night ging vervolgens door het lint en probeerde van een brug te springen.
De controversiële inzending van IJsland had in Athene vele wenkbrauwen doen fronsen. Silvia Night was een van de opvallendste figuren ooit op het Eurovisiesongfestival. Succes dwong ze echter niet af, waardoor IJsland in 2007 wederom op zoek moest naar een andere formule. Eiríkur Hauksson, die in 1986 met ICY al verantwoordelijk geweest was voor de eerste IJslandse songfestivalbijdrage, mocht het uiteindelijk solo proberen met de rockballad Valentine lost. Net als Silvia Night strandde de onopvallende Hauksson echter in de halve finale op de 13de plaats.

### 2008 - 2018
In 2008 traden de IJslanders aan met een nummer van Eurobandið, This is my life. Vooraf werd in sommige peilingen gedacht dat IJsland niet voorbij de halve finales zou komen. De vreugde was dan ook groot toen bekend werd dat IJsland de finale gehaald had. Ze waren achtste geworden in hun halve finale. In de finale kon IJsland niet verrassen, ze werden 14e.
IJsland koos in 2009 voor een totaal ander lied dan in 2008. Zangeres Jóhanna Guðrún Jónsdóttir, kortweg Yohanna, mocht aantreden met de ballad Is it true. De bookmakers plaatsten de pas 18-jarige zangeres bij de kanshebbers voor de top 10 en er waren zelfs peilingen die haar als de absolute uitdager van de Noorse topfavoriet Alexander Rybak zagen. De halve finale was gunstig voor IJsland: ze wonnen deze met 174 punten. Bij de puntentelling in de finale pakte Noorwegen echter direct de leiding en deze stonden ze niet meer af. De IJslanders vochten continu om de tweede plaats met Azerbeidzjan. Uiteindelijk sleepte Yohanna de tweede plaats binnen en behaalde ze 218 punten, het beste IJslandse resultaat tot nu toe.
Van 2010 tot en met 2014 boekte IJsland vooral successen in de halve finales. Het land wist zich in deze periode ieder jaar voor de finale te kwalificeren. In de finale stelden de inzendingen echter telkens teleur met louter noteringen in de middenmoot. De band Pollapönk had in deze periode nog het meeste succes met een vijftiende plaats in 2014.
In 2015 reisde María Ólafsdóttir af naar Wenen met het nummer Unbroken. Hiermee werd IJsland voor het eerst sinds acht jaar uitgeschakeld in de halve finale. Ook met de terugkeer van Gréta Salóme in 2016 en met zangeres Svala in 2017 lukte het IJsland niet zich te kwalificeren voor de finale. Ari Ólafsson was in 2018 evenmin succesvol: hij werd laatste in zijn halve finale en zorgde daarmee voor het slechtste IJslandse resultaat sinds 2001.

### Hatari
Op het songfestival van 2019 in de Israëlische stad Tel Aviv trad IJsland aan met de controversiële en 'anti-kapitalistische' band Hatari. Hun nummer Hatrið mun sigra ("Haat zal zegevieren") riep zeer verdeelde reacties op. Niet alleen vanwege de tekst of de muziekstijl (een combinatie van industrial en techno), maar ook vanwege de ondersteunende podiumact en kostuums, die beide werden geïnspireerd op BDSM. In de aanloop naar het songfestival baarde Hatari opzien door in de media politieke uitlatingen te doen over het Israëlisch-Palestijns conflict. Hierop werd de IJslandse delegatie door de EBU gewaarschuwd dat dergelijke provocaties op het festival zelf niet toegestaan waren. Hatari leek deze regel tijdens repetities en persconferenties te respecteren, maar tijdens de puntentelling in de finale ontstond alsnog enige beroering toen de band onverwachts de Palestijnse vlag toonde. De IJslandse omroep kreeg 5000 euro boete.
De groep eindigde op de tiende plaats, het eerste top 10-succes voor IJsland in tien jaar tijd.

### Jaren 2020
In 2020 zou IJsland vertegenwoordigd worden door Daði & Gagnamagnið. Hun lied Think About Things werd getipt als kanshebber voor de eindzege, maar vanwege de coronapandemie ging het festival dat jaar niet door. Ze wonnen wel een alternatief, digitaal, door fans opgezet festival. In 2021 besloot de IJslandse omroep om Daði & Gagnamagnið een tweede kans te gunnen en hen rechtstreeks aan te duiden voor het songfestival van dat jaar in Rotterdam. Hun nieuwe inzending werd het nummer 10 years. In de dagen voor de halve finale testten twee leden van de IJslandse delegatie echter positief op het coronavirus, waaronder een lid van de band zelf. Hierdoor moest de groep, conform de regels, in zelfisolatie en kon daardoor niet aanwezig zijn op het Eurovisiepodium. IJsland bleef echter wel in competitie; in plaats van live op te treden werden beelden van een eerder opgenomen repetitie vertoond. 10 years kwam ondanks deze tegenslag glansrijk door de halve finale en werd vierde in de finale, waarin nogmaals dezelfde repetitiebeelden werden gebruikt. De eindscore van 378 punten was voor IJsland het hoogste puntenaantal ooit.
De uit drie zussen bestaande groep Systur eindigde in 2022 op de 23ste plaats met het folkachtige nummer Með hækkandi sól.

## Taal
Gedurende de eerste twaalf jaar dat IJsland aan het Eurovisiesongfestival meedeed, was het voor de deelnemende landen verplicht om in de eigen taal te zingen. In deze periode werden de IJslandse inzendingen dan ook uitsluitend vertolkt in het IJslands. Sinds in 1999 de vrije-taalregel ingevoerd werd, heeft het land vooral Engelstalige liedjes naar het songfestival gestuurd. De enige uitzonderingen hierop waren sindsdien de inzendingen van 2013, 2019, 2022 en 2025, die allen in het IJslands vertolkt werden.

## Nationale selectie
De IJslandse inzendingen worden sinds 1986 geselecteerd via de nationale voorronde Söngvakeppnin. Uitzonderingen hierop vormen de jaren tussen 1995 en 1999, 2004, 2005 en 2021. In die jaren besloot de IJslandse omroep RUV om intern een inzending aan te duiden. Vooral financiële redenen speelden een rol bij deze beslissing. In 2021 werden Daði & Gagnamagnið intern aangewezen nadat zij de 2020-editie van Söngvakeppnin hadden gewonnen, maar het Songfestival van dat jaar afgelast werd vanwege de coronapandemie.

## IJslandse deelnames
| Jaar | Artiest                 | Titel                 | Fin. | Ptn. | Semi | Ptn. | Taal     |
| ---- | ----------------------- | --------------------- | ---- | ---- | ---- | ---- | -------- |
| 1986 | ICY                     | Gleðibankinn          | 16   | 19   |      |      | IJslands |
| 1987 | Halla Margrét           | Hægt og hljótt        | 16   | 28   |      |      | IJslands |
| 1988 | Beathoven               | Þú og þeir (Sókrates) | 16   | 20   |      |      | IJslands |
| 1989 | Daníel Ágúst            | Það sem enginn sér    | 22   | 0    |      |      | IJslands |
| 1990 | Stjórnin                | Eitt lag enn          | 4    | 124  |      |      | IJslands |
| 1991 | Stefán & Eyfi           | Nina                  | 15   | 26   |      |      | IJslands |
| 1992 | Heart 2 Heart           | Nei eða já            | 7    | 80   |      |      | IJslands |
| 1993 | Inga                    | Þá veistu svarið      | 13   | 42   |      |      | IJslands |
| 1994 | Sigga                   | Nætur                 | 12   | 49   |      |      | IJslands |
| 1995 | Bo Halldórsson          | Núna                  | 15   | 31   |      |      | IJslands |
| 1996 | Anna Mjöll              | Sjúbídú               | 13   | 51   |      |      | IJslands |
| 1997 | Paul Oscar              | Minn hinsti dans      | 20   | 18   |      |      | IJslands |
| 1999 | Selma                   | All out of luck       | 2    | 146  |      |      | Engels   |
| 2000 | August & Telma          | Tell me!              | 12   | 45   |      |      | Engels   |
| 2001 | Two Tricky              | Angel                 | 22   | 3    |      |      | Engels   |
| 2003 | Birgitta                | Open your heart       | 8    | 81   |      |      | Engels   |
| 2004 | Jónsi                   | Heaven                | 19   | 16   | X    | X    | Engels   |
| 2005 | Selma                   | If I had your love    | X    | X    | 16   | 52   | Engels   |
| 2006 | Silvia Night            | Congratulations       | X    | X    | 13   | 62   | Engels   |
| 2007 | Eiríkur Hauksson        | Valentine lost        | X    | X    | 13   | 77   | Engels   |
| 2008 | Euroband                | This is my life       | 14   | 64   | 8    | 68   | Engels   |
| 2009 | Yohanna                 | Is it true            | 2    | 218  | 1    | 174  | Engels   |
| 2010 | Hera Björk              | Je ne sais quoi       | 19   | 41   | 3    | 123  | Engels   |
| 2011 | Sigurjón's Friends      | Coming home           | 20   | 61   | 4    | 100  | Engels   |
| 2012 | Gréta Salóme & Jónsi    | Never forget          | 20   | 46   | 8    | 75   | Engels   |
| 2013 | Eyþór Ingi Gunnlaugsson | Ég á líf              | 17   | 47   | 6    | 72   | IJslands |
| 2014 | Pollapönk               | No prejudice          | 15   | 58   | 8    | 61   | Engels   |
| 2015 | María Ólafsdóttir       | Unbroken              | X    | X    | 15   | 14   | Engels   |
| 2016 | Gréta Salóme            | Hear them calling     | X    | X    | 14   | 51   | Engels   |
| 2017 | Svala                   | Paper                 | X    | X    | 15   | 60   | Engels   |
| 2018 | Ari Ólafsson            | Our choice            | X    | X    | 19   | 15   | Engels   |
| 2019 | Hatari                  | Hatrið mun sigra      | 10   | 232  | 3    | 221  | IJslands |
| 2021 | Daði & Gagnamagnið      | 10 years              | 4    | 378  | 2    | 288  | Engels   |
| 2022 | Systur                  | Með hækkandi sól      | 23   | 20   | 10   | 103  | IJslands |
| 2023 | Diljá                   | Power                 | X    | X    | 11   | 44   | Engels   |
| 2024 | Hera Björk              | Scared of heights     | X    | X    | 15   | 3    | Engels   |
| 2025 | Væb                     | Róa                   | 25   | 33   | 6    | 97   | IJslands |

| Kleur | Betekenis      |
| ----- | -------------- |
|       | Eerste plaats  |
|       | Tweede plaats  |
|       | Derde plaats   |
|       | Laatste plaats |
|       | Gastland       |

## Punten
In de periode 1986-2025. Punten uit halve finales zijn in deze tabellen niet meegerekend.
| Plaats | Land       | Punten |
| ------ | ---------- | ------ |
| 1      | Zweden     | 297    |
| 2      | Denemarken | 200    |
| 3      | Noorwegen  | 196    |
| 4      | Frankrijk  | 146    |
| 5      | Finland    | 127    |

| Plaats | Land                | Punten |
| ------ | ------------------- | ------ |
| 1      | Zweden              | 137    |
| 3      | Denemarken          | 131    |
| 2      | Noorwegen           | 130    |
| 4      | Verenigd Koninkrijk | 100    |
| 5      | Finland             | 84     |

### Twaalf punten gegeven aan IJsland
| Aantal | Land                | Wanneer                    |
| ------ | ------------------- | -------------------------- |
| 4      | Denemarken          | 1999, 2000, 2008, 2021 (t) |
| 2      | Finland             | 2019 (t), 2021 (t)         |
| 2      | Hongarije           | 2011, 2019 (t)             |
| 2      | Malta               | 2003, 2009                 |
| 2      | Noorwegen           | 2003, 2009                 |
| 2      | Verenigd Koninkrijk | 1990, 1992                 |
| 1      | Oostenrijk          | 2021 (j)                   |
| 1      | Australië           | 2021 (t)                   |
| 1      | Ierland             | 2009                       |
| 1      | Polen               | 2019 (t)                   |
| 1      | Portugal            | 1990                       |
| 1      | Zweden              | 1999                       |

(j) = vakjury; (t) = televoting

### Twaalf punten gegeven door IJsland
(Vetgedrukte landen waren ook de winnaar van dat jaar.)
| Jaar | Land                | Jaar | Land          | Jaar | Land                          | Jaar | Land                        |
| ---- | ------------------- | ---- | ------------- | ---- | ----------------------------- | ---- | --------------------------- |
| 1986 | Zweden              | 1997 | Cyprus        | 2008 | Denemarken                    | 2019 | Zweden (j) Noorwegen (t)    |
| 1987 | Duitsland           | 1998 | Geen deelname | 2009 | Noorwegen                     | 2021 | Zwitserland (j) Finland (t) |
| 1988 | Joegoslavië         | 1999 | Denemarken    | 2010 | Denemarken                    | 2022 | Zweden (j) Oekraïne (t)     |
| 1989 | Cyprus              | 2000 | Denemarken    | 2011 | Denemarken                    | 2023 | Australië (j) Finland (t)   |
| 1990 | Frankrijk           | 2001 | Denemarken    | 2012 | Zweden                        | 2024 | Frankrijk (j) Kroatië (t)   |
| 1991 | Zweden              | 2002 | Geen deelname | 2013 | Denemarken                    | 2025 | Zweden (j) Polen (t)        |
| 1992 | Zwitserland         | 2003 | Noorwegen     | 2014 | Nederland                     |      |                             |
| 1993 | Verenigd Koninkrijk | 2004 | Oekraïne      | 2015 | Zweden                        |      |                             |
| 1994 | Ierland             | 2005 | Noorwegen     | 2016 | Nederland (j) Zweden (t)      |      |                             |
| 1995 | Noorwegen           | 2006 | Finland       | 2017 | Portugal (j+t)                |      |                             |
| 1996 | Estland             | 2007 | Finland       | 2018 | Oostenrijk (j) Denemarken (t) |      |                             |

(j) = vakjury; (t) = televoting
1986 · 1987 · 1988 · 1989 · 1990 · 1991 · 1992 · 1993 · 1994 · 1995 · 1996 · 1997 · 1998 · 1999 · 2000 · 2001 · 2002 · 2003 · 2004 · 2005 · 2006 · 2007 · 2008 · 2009 · 2010 · 2011 · 2012 · 2013 · 2014 · 2015 · 2016 · 2017 · 2018 · 2019 · 2020 · 2021 · 2022 · 2023 · 2024 · 2025